# Auto-objectification
Le concept d'auto-objectification ou d'auto-objectivation s'inscrit dans le domaine de la psychologie sociale. Il qualifie les situations où un être humain se considère comme un objet prêt à être utilisé par un tiers. Il a notamment été développée par Barbara Fredrickson et Tomi-Ann Roberts dans un article scientifique en 1997 (initialement sous le nom de théorie de l'objectification) en vue d'expliquer l'impact de l'objectification sexuelle sur la santé mentale des femmes,.
L'objectification sexuelle a lieu lorsque le corps d'une femme, les parties de son corps, ou ses fonctions sexuelles sont séparées de sa personne, réduites au statut de simple instrument, ou considérées comme si elles étaient en mesure de la représenter. Cette réification peut amener les femmes à intérioriser le regard d'autrui sur elles-mêmes, un phénomène que Fredrickson et Roberts qualifient d'auto-objectification. Cette auto-objectification pousse ces femmes à contrôler leur apparence, par exemple à travers l'habillement, le maquillage, le contrôle alimentaire, ou encore l'exercice physique. Cela permettrait d'influencer la manière dont les autres les traitent et donc d'améliorer leur qualité de vie. L'auto-objectification peut caractériser certaines femmes plus que d'autres. Dès lors, elle peut être considérée comme un trait de personnalité. Elle peut aussi être induite par des facteurs contextuels. Par exemple, être en maillot de bain sur une plage peut susciter spontanément un état d'auto-objectification (« De quoi ai-je l'air ? »). Dans ce cas, elle est considérée comme un état. L'auto-objectification exercerait différentes conséquences :
- Augmentation de la honte ou de l'anxiété ;
- Perturbation du flow ;
- Diminution de l'intéroception.

Selon Fredrickson et Roberts, ces conséquences pourraient à leur tour contribuer à une dégradation de la santé mentale des femmes, en particulier en favorisant la dépression, les troubles des conduites alimentaires et les troubles sexuels. Cette théorie s'inspire de la littérature féministe développée en philosophie et en sciences sociales sur l'objectification pour proposer un modèle psychologique testable empiriquement. Elle exerce une grande influence dans le domaine de la psychologie sociale du genre et a fait l'objet de nombreuses études visant à tester ses prédictions,.

## Origines du concept

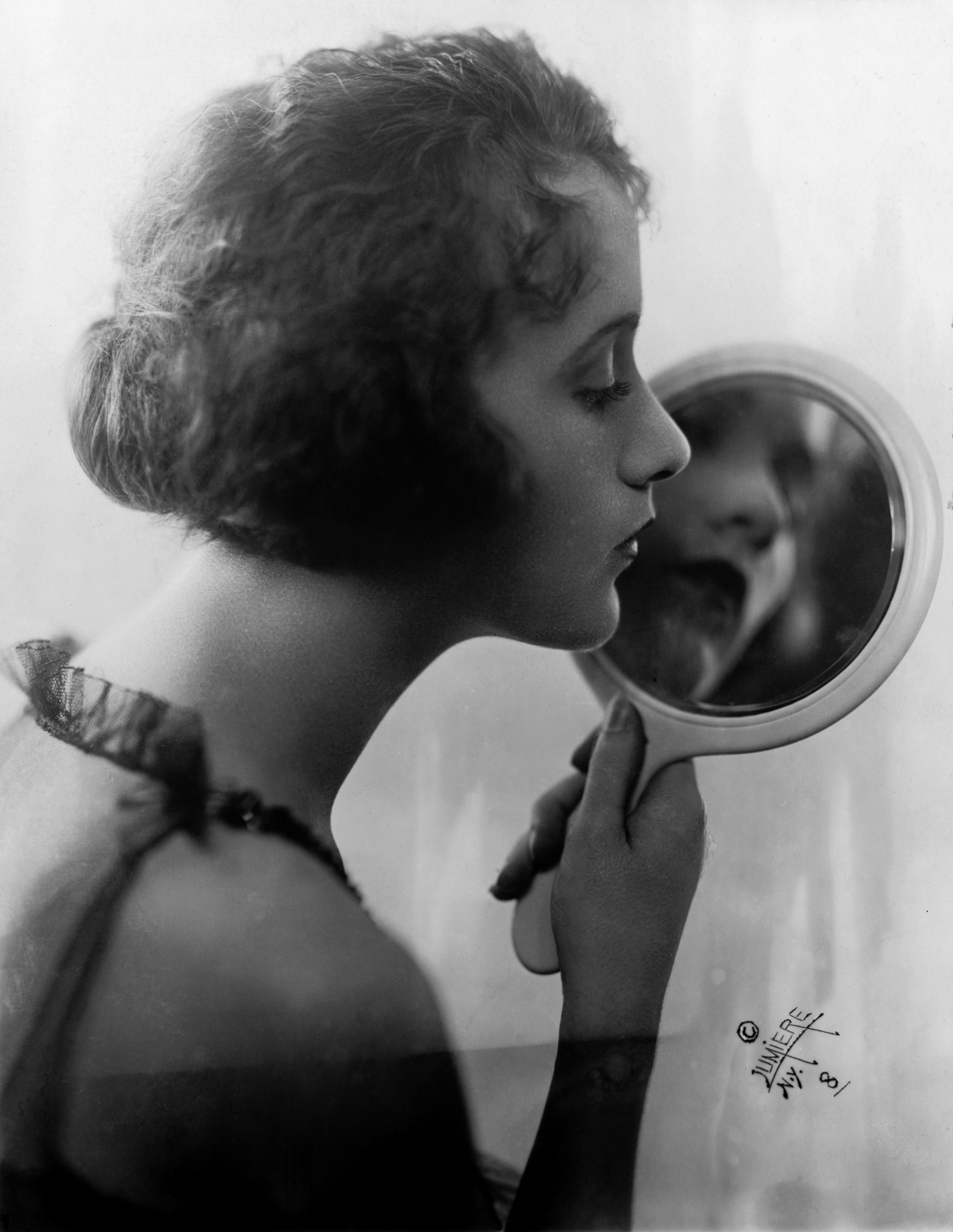
Looking-glass self

Quelques auteurs ont tenté d'expliquer le processus d'auto-objectification chez les femmes dans notre société. Selon Simone de Beauvoir, quand une fille devient femme, elle se dédouble : au lieu de coïncider exactement avec elle-même, elle existe aussi à l’extérieur. Autrement dit, une grande partie de la conscience des femmes est utilisée par des préoccupations relatives à leur apparence physique. Cela pourrait en conséquence interrompre leurs activités au quotidien. Simone de Beauvoir explique que, dès leur plus jeune âge, la société apprend aux filles que pour plaire il faut qu'elles cherchent à le faire : « il faut se faire objet ». C'est la société et ses coutumes qui définissent et imposent aux femmes la notion de féminité. En effet, dans notre société, quand une femme est regardée, elle sait qu'elle est jugée, respectée et désirée pour son apparence.
Selon Charles Horton Cooley, c'est la société qui construit l'image que les femmes ont d'elles-mêmes. Les miroirs reflètent les attributs physiques et ce reflet permet aux femmes de se voir comme les autres les voient. C'est une manière de se détacher de soi pour s'observer. Ce phénomène est appelé looking glass self (en), qui peut être traduit par « soi miroir ». Celui-ci toucherait beaucoup plus les femmes que les hommes : leur apparence serait directement liée à leur estime de soi.

### La théorie de l'objectification de Barbara Fredrickson et Tomi-Ann Roberts
La théorie de l'objectification postule que les expériences des femmes et leur socialisation incluent des situations d’objectification sexuelle. L'objectification sexuelle renvoie ainsi au fait d'être traité comme un corps ou des parties de corps essentiellement jugés par les autres en fonction de leur usage. Cette objectification sexuelle serait présente dans les relations interpersonnelles et dans les médias. Dans les relations interpersonnelles, elle se manifesterait lorsque des hommes posent un regard sexualisé sur les femmes. Mais ce regard « objectifiant » se manifesterait également dans les médias où le corps des femmes est davantage mis en scène que celui des hommes. En fait, en ce qui concerne les hommes, les médias ont tendance à mettre l'accent sur leur visage et leur tête plutôt que sur leur corps. Cela soutiendrait l'idée que le corps des femmes serait plus souvent envisagé comme étant capable de les représenter que celui des hommes.

## L'auto-objectification
La théorie de l’objectification suggère donc que les filles et les femmes s'auto-objectifient en intériorisant le regard des autres sur leur propre corps. Celles-ci seraient dès lors préoccupées par leur apparence physique. En fait, la théorie de l’auto-objectification soutient l’idée que les individus pensent à leur propre corps et l’évaluent plutôt en fonction d’un point de vue à la troisième personne que d’un point de vue à la première personne. Ce dernier point de vue se centrerait sur les attributs privilégiés ou non observables (« De quoi suis-je capable ? », « Comment est-ce que je me sens ? ») tandis que le point de vue à la troisième personne se centrerait sur des attributs physiques observables (« De quoi ai-je l’air ? »).
Par ailleurs, de nombreuses recherches ont montré que l'apparence physique pouvait exercer une influence sur la réussite des femmes dans de nombreux domaines. Par exemple, cette influence peut s'exercer sur l'obtention d'un emploi, la popularité, le regard des autres, les opportunités de mariage, la socialisation, etc.
Pour ces raisons, Unger soutient que la beauté physique chez une femme constitue une forme de pouvoir. Il s'agirait en fait d'un capital qui conditionne le succès social et économique d'une femme. Ce conditionnement différerait suivant l'appartenance des femmes concernées et suivant les "goûts" en vogue au sein de la culture dominante.
Il est important de souligner que des études empiriques ont démontré que l'impact de l'auto-objectification persistait au-delà de la situation objectifiante immédiate.

### L’auto-objectification trait et l’auto-objectification état
Deux types d’auto-objectification peuvent être différenciés :
- L’auto-objectification trait ;
- L’auto-objectification état.

Comme les gens pourraient intérioriser le regard des autres sur leur corps à des degrés divers, la théorie de l’objectification prédit des différences individuelles relativement stables au niveau de l’auto-objectification. Cela signifie que certaines personnes sont plus censées être préoccupés de manière chronique par rapport à leur apparence que les autres. Il s’agit de l’auto-objectification trait[Quoi ?]. Cela se retrouverait davantage chez les femmes que chez les hommes.
Cette forme d'auto-objectification peut être évaluée à l'aide de questionnaires, notamment grâce au questionnaire d’auto-objectification (SOQ) ou à la sous-échelle de surveillance du corps de l'échelle de conscience corporelle objective (OBC en version adulte et OBC-Youth en version adolescente).
La théorie de l’objectification prédit également que l’auto-objectification pourrait être déclenchée et amplifiée dans certaines situations. À ce propos, Fredrickson, Roberts, Noll, Quinn et Twenge citent l’étude sociologique de Gardner. Cette recherche a montré que les corps des femmes faisaient plus l’objet de commentaires évaluatifs de la part des autres dans des situations publiques, mixtes et non structurées. Ainsi, les gens seraient plus à même de s’auto-objectifier dans des situations augmentant leur prise de conscience du regard des autres sur leur corps. Il s’agit ici de l’auto-objectification état. Celle-ci peut être évaluée au moyen de la tâche de complétion de phrases de Fredrickson, Roberts, Noll, Quinn et Twenge. En lien avec ceci, une autre étude a mis en évidence l'influence de ces situations d'objectification sexuelle sur un autre « état », celui de l'estime de soi. Selon cette étude, plus les femmes subiraient ces situations objectifiantes, plus leur estime de soi état serait basse dans les rapports sociaux.

## Conséquences de l'auto-objectification chez les femmes

### Conséquences subjectives
L'auto-objectification pourrait entraîner plusieurs conséquences directes auprès des femmes. Non seulement elle serait susceptible d'augmenter les émotions négatives comme la honte ou l'anxiété. Mais l'auto-objectification pourrait aussi perturber le flow et/ou diminuer l'intéroception.

#### La honte

##### Description de la théorie

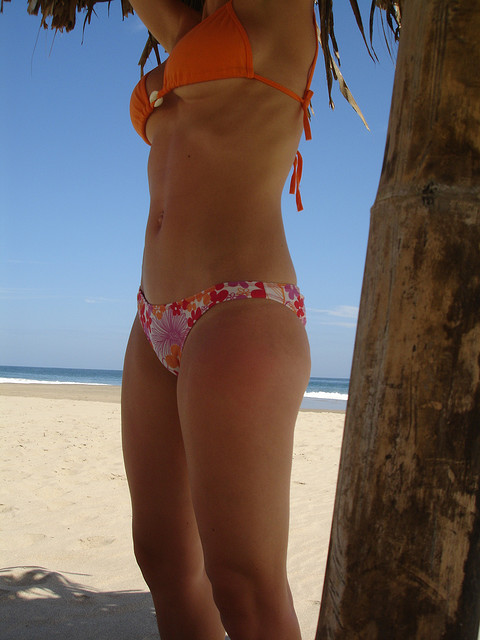
Exemple de réification : la photo d'une femme peu vêtue focalisée sur son corps, avec suppression de son identité globale par suppression du visage.

La honte est le résultat d’une auto-évaluation négative de soi par rapport à un idéal culturel interne non atteint,. Avoir honte signifie ne pas correspondre aux exigences de la société. Selon Fredrickson et Roberts, à force d'être exposées de façon permanente à des corps féminins idéalisés, les femmes en viendraient à ressentir de la honte. Cela pourrait s’expliquer par le fait qu’elles souhaiteraient correspondre aux corps féminins idéalisés, dont les caractéristiques constituent un idéal inatteignable pour la très grande majorité des femmes. Dès lors, les femmes pourraient en venir à ressentir de la honte par rapport aux aspects de leur corps ne correspondant pas à ces idéaux de beauté. Ce phénomène serait amplifié par l'auto-objectification lorsque les femmes intériorisent le regard d'autrui. Ce dernier n’est pas neutre et adhère aux idéaux de beauté culturellement partagés.
Les conséquences engendrées par la honte pousseraient les femmes à vouloir échapper au regard d’autrui en développant des sentiments d’isolement, de dévalorisation de soi et d’impuissance,,. Une honte intense pourrait également détériorer les états de conscience et perturber la concentration. En effet, une personne qui éprouverait de la honte n’arriverait plus à être totalement concentrée, à penser clairement, à parler ou à continuer à agir normalement. Pour Lewis , la honte a une fonction adaptative car elle modifie ou inhibe certains aspects du comportement qui dysfonctionnent. La honte corporelle amènerait donc les femmes à consacrer de nombreux efforts pour embellir leur corps et leur apparence : faire du sport, mettre des vêtements élégants, utiliser des produits cosmétiques, faire de la chirurgie esthétique, développer des troubles des conduites alimentaires. Tous ces efforts sont les signes d'une honte permanente. L’envie de vouloir modifier son corps est ainsi guidée par la honte. Avoir un beau corps devient presque une obligation morale. Les femmes n’arrivant pas à remplir ces obligations sont vues comme des femmes immorales, non-civilisées.

##### Étude empirique
Fredrickson et ses collègues ont mené une expérience aux États-Unis auprès d’étudiants de l’université du Michigan. Pour commencer, elles ont réalisé une étude préliminaire pour laquelle les participants (garçons et filles) devaient remplir le questionnaire d’auto-objectification. Les scores obtenus ont permis aux chercheurs de classifier les participants comme « faible » et « fort » en fonction des traits d’objectification. Les participants ont été testés individuellement en laboratoire.
Il a ensuite été demandé aux participants d’essayer un vêtement dans une cabine d’essayage individuelle où se trouvait un miroir. Dans un cas, ceux-ci devaient se vêtir d’un maillot de bain une pièce, dans une autre d’un pull à col en V. Une fois le vêtement porté, chaque participant devait répondre à des questions mesurant la honte vis-à-vis de son corps.
Les résultats de l’expérience ont confirmé que l’essai d’un maillot de bain amenait à se définir soi-même au travers de son corps, ce que les auteurs interprètent comme un état d'auto-objectification. Ce résultat s'est produit de façon identique chez les hommes et chez les femmes. Cependant, l’objectification orientée vers soi ne produit de la honte pas que chez la femme. Chez l’homme, cela provoque un état de prise de conscience sur soi, le rendant timide et peu sûr de lui. Les hommes relativement obèses se préoccupent plus de leur apparence que les autres hommes. L'auto-objectification état, l'auto-objectification trait et le sexe du participant sont donc liés au sentiment de honte corporelle.
L’auto-objectification état semble avoir un effet surtout chez les femmes et en particulier lorsqu’elles ont des niveaux élevés du trait. Chez les hommes, on n'observe qu’un effet de l’auto-objectification trait.
Des études menées au sujet de l'allaitement au sein montrent également un effet de l'auto-objectification. Une étude a été menée sur des femmes enceintes avec peu de revenus. Les résultats ont démontré que la honte, la surveillance du corps et l'auto-objectification pouvaient amener à considérer l'allaitement non pas comme quelque chose de positif pour l'enfant mais comme quelque chose d’embarrassant pour la femme.

#### L'anxiété

##### Description de la théorie
L’anxiété est une émotion que l’on ressent lorsque l'on anticipe un danger ou des menaces. Toutefois, elle se différencie de la peur car dans l’anxiété les menaces sont ambigües,. Nous savons de quoi nous avons peur mais nous ne savons pas toujours ce qui nous angoisse. L’angoisse peut se manifester par des tensions motrices, de la vigilance et par le fait de vouloir inspecter tout son environnement. Être une femme dans une culture qui fait du corps féminin un objet générerait de l'anxiété et les pousserait à se monter particulièrement vigilantes.
Même si Fredrickson et Roberts conçoivent l'auto-objectification comme un trait de personnalité, les conséquences subjectives ne doivent pas être considérées comme des aspects inévitables et chroniques de l'expérience des femmes. L’expérience des femmes est variable et dépendante du contexte. Parfois, ce dernier peut protéger les femmes des répercussions négatives de l’objectification. Deux types d'anxiété peuvent être distingués en fonction du contexte :
- L’anxiété au sujet de son apparence ;
- L’anxiété au sujet de sa sécurité.

Ne pas savoir comment son corps va être évalué ou perçu par les autres pourrait créer de l’anxiété qui se manifesterait par le fait que l'on vérifie ou que l'on ajuste son apparence. La femme devrait dès lors sans cesse faire preuve de vigilance au sujet de son apparence (ne pas trop exposer les parties de son corps tout en montrant qu’elle se sent à l’aise dans sa manière de s’habiller) mais également au sujet de sa sécurité.
Beneke a montré que certains violeurs percevaient les femmes physiquement attirantes comme une menace et qu'elles méritaient une punition. De ce point de vue, toutes les femmes peuvent être victimes de violences sexuelles. Face à cette source d'anxiété, elles devraient donc utiliser des stratégies de défense. Ainsi, les femmes vérifient deux fois la serrure, mettent les clés entre leurs doigts, font attention aux sièges de la voiture, prennent leur chien pour faire du jogging, ne sortent pas quand il fait noir, font semblant de ne pas entendre l’inconnu qui leur adresse la parole en rue, etc. Les hommes, quant à eux, ont peu ou pas de stratégies de défense.

##### Étude empirique
Il y a eu très peu d'études testant empiriquement les liens entre l'auto-objectification et l'anxiété. Cependant les quelques études réalisées ont montré un lien très clair par rapport à l’anxiété liée à l'apparence mais pas par rapport à celle relative à la sécurité.
Selon les travaux de Dion et Keelan, les femmes manifesteraient plus d'anxiété au niveau de leur apparence que les hommes. Ce type d'anxiété pourrait avoir trouvé ses racines dans les toutes premières expériences sociales négatives de la vie et plus particulièrement les commentaires négatifs lié à l'apparence. De plus, la mode féminine accentuerait les possibilités de développer de l'anxiété par rapport à l'apparence. Par exemple, lorsque la femme porte un décolleté, il est de son devoir de veiller à ce que ses seins soient bien maintenus, sans toutefois qu'ils ne soient trop ou trop peu visibles. Elle doit également donner l'impression qu'elle se sent parfaitement à l'aise dans les vêtements qu'elle porte.

#### Le flow

##### Description de la théorie
D'autres conséquences subjectives de l’auto-objectification concerneraient les états motivationnels et la qualité de vie. Csikszentmihalyi a décrit un état de motivation qu’il dénomme le flow,. Ce flow, ou flux, se produirait quand le corps ou l’esprit d’une personne atteindrait ses limites lors d’un effort volontaire destiné à accomplir une tâche difficile ou valorisée. Il serait en fait une des principales sources des expériences optimales, c’est-à-dire ces rares moments au cours desquels une personne se sent vivre pleinement, hors du contrôle des autres, créative et joyeuse. L’expérience du flow améliorerait la qualité de vie. Mais comme une culture objectifiante amènerait les femmes à surveiller leur corps, elles ne pourraient pas ressentir et maintenir ce flow, ces états motivationnels à leur maximum. De ce fait, leur qualité de vie en pâtirait.
L’objectification entraverait ce flow par deux biais :
- En interrompant les activités féminines ;
- En participant au maintien d’un certain niveau de conscience.

Il semblerait en effet que les activités d’une femme soient interrompues lorsque les autres personnes prêtent attention à l’apparence ou aux fonctions de son corps. Les études ont montré que, dès l’école primaire, les activités féminines sont plus souvent interrompues par les garçons que l’inverse, que ce soit en salles de classe ou dans les cours de récréation. Ces interruptions sont souvent reliées à des « polluants » fictifs associés aux corps des filles. Elles sont également mêlées à des sous-entendus directs sur l’hétérosexualité, attirant l’attention sur leur apparence, leur poids ou le développement de leur poitrine,,.
En outre, pour que le flow se réalise, il faudrait que la personne perde la conscience de soi. Mais l’auto-objectification amènerait les femmes à intérioriser le regard des autres sur leur corps. En conséquence, cela créerait une forme de conscience de soi, empêchant de ce fait la survenue du flow et diminuant la qualité de vie.

##### Étude empirique
À ce sujet, une expérience a été menée par Dorland. L'expérience a porté sur un échantillon d'athlètes féminins d'ethnies différentes issu de deux universités aux États-Unis. Le but de la recherche était d'évaluer les liens entre l'auto-objectification et le flow ainsi qu'entre l'auto-objectification et le type de sport pratiqué mais aussi d'évaluer l'influence du type de sport sur la relation entre l'auto-objectification et le flow. Pour ce faire, les participants à l'étude ont été amenés à remplir différents questionnaires. Les résultats de cette étude ont montré un lien entre un degré élevé d'auto-objectification et un faible flow. Cependant toutes les corrélations n'ont pas été vérifiées.
En outre, d'autres recherches ont été menées en vue de tester les liens entre l'auto-objectification et les performances mentales (en mathématiques) chez des étudiants et étudiantes américains ainsi qu'entre l'auto-objectification et les performances attentionnelles chez des femmes américaines. En ce qui concerne la performance mentale, l'étude a été réalisée au moyen d'un questionnaire à choix multiples. Pour ce qui est de l'attention, les chercheurs ont eu recours au test de Stroop afin d'évaluer le temps de réaction pour nommer la couleur dans laquelle étaient écrits trois types d'items :
- Des noms de couleurs ;
- Des mots associés au corps humain ;
- Des mots neutres.

Mais avant de réaliser ces épreuves, les participants ont à chaque fois été amenés à réaliser une expérience consistant à se vêtir soit d'un maillot de bain, soit d'un pull à coll en V. Le but du port du maillot de bain était d'induire une situation d'auto-objectification.
Les résultats de ces études ont montré que l'auto-objectification perturbait la performance mentale des femmes, entraînant de ce fait de plus faibles ressources attentionnelles. L’hypothèse de cette baisse des ressources attentionnelles pourrait être que les sentiments éprouvés dans des situations d'auto-objectification pourraient amener les femmes à scinder leur attention entre leur apparence et la tâche. Et cette division de l'attention pourrait entraver la joie ressentie par les femmes grâce à leurs activités quotidiennes car celles-ci ne pourraient plus totalement se plonger dans leurs processus. Ces résultats présentent toutefois certaines limites dues aux échantillons pris en compte.

#### L'intéroception

##### Description de la théorie
De nombreuses études suggèrent qu’en l’absence d'indices contextuels, les femmes détecteraient moins précisément les sensations physiologiques que les hommes,,,. Cela renvoie au concept de l'intéroception. Elles pourraient, dès lors, moins utiliser ces indices corporels. En fait, l’objectification du corps féminin pourrait amener les femmes à maintenir leur attention sur leur apparence. Cela diminuerait ainsi les ressources perceptives nécessaires pour prêter attention aux expériences physiques internes.
Selon McKinley et Hyde, le souci que l'on porte à l'apparence provient essentiellement des processus d'auto-objectification et de la surveillance du corps. Cette surveillance du corps est considérée comme une composante de la conscience du corps objectifié. L'auto-objectification et la surveillance du corps engendreraient de la honte par rapport à son corps, de l'anxiété et une réduction ou une interruption du processus d'intéroception. La honte du corps est une émotion qui pourrait résulter du dénigrement de son corps par rapport à l'idéal standardisé de la culture que la personne a précédemment intériorisé. Quant à l'anxiété, elle renverrait à l'anticipation des critiques et à la peur de la manière dont on va être évalué. Donc ce que l'on nomme intéroception renvoie à la capacité à détecter ses propres sensations physiologiques, comme par exemple la sensation de faim, d'excitation, etc..

##### Étude empirique
Il n'existe toujours pas d'étude ayant testé les effets de l'auto-objectification sur l'intéroception.

### Conséquences sur la santé mentale
Si le fait d’être une femme dans une culture qui objectifie le corps féminin peut avoir des incidences négatives sur les expériences subjectives des femmes, ces expériences négatives pourraient également s’accumuler et entraîner certains risques pour la santé mentale des femmes. Parmi ceux-ci figurent la dépression, des troubles sexuels et des troubles des conduites alimentaires.

#### Dépression

##### Description de la théorie

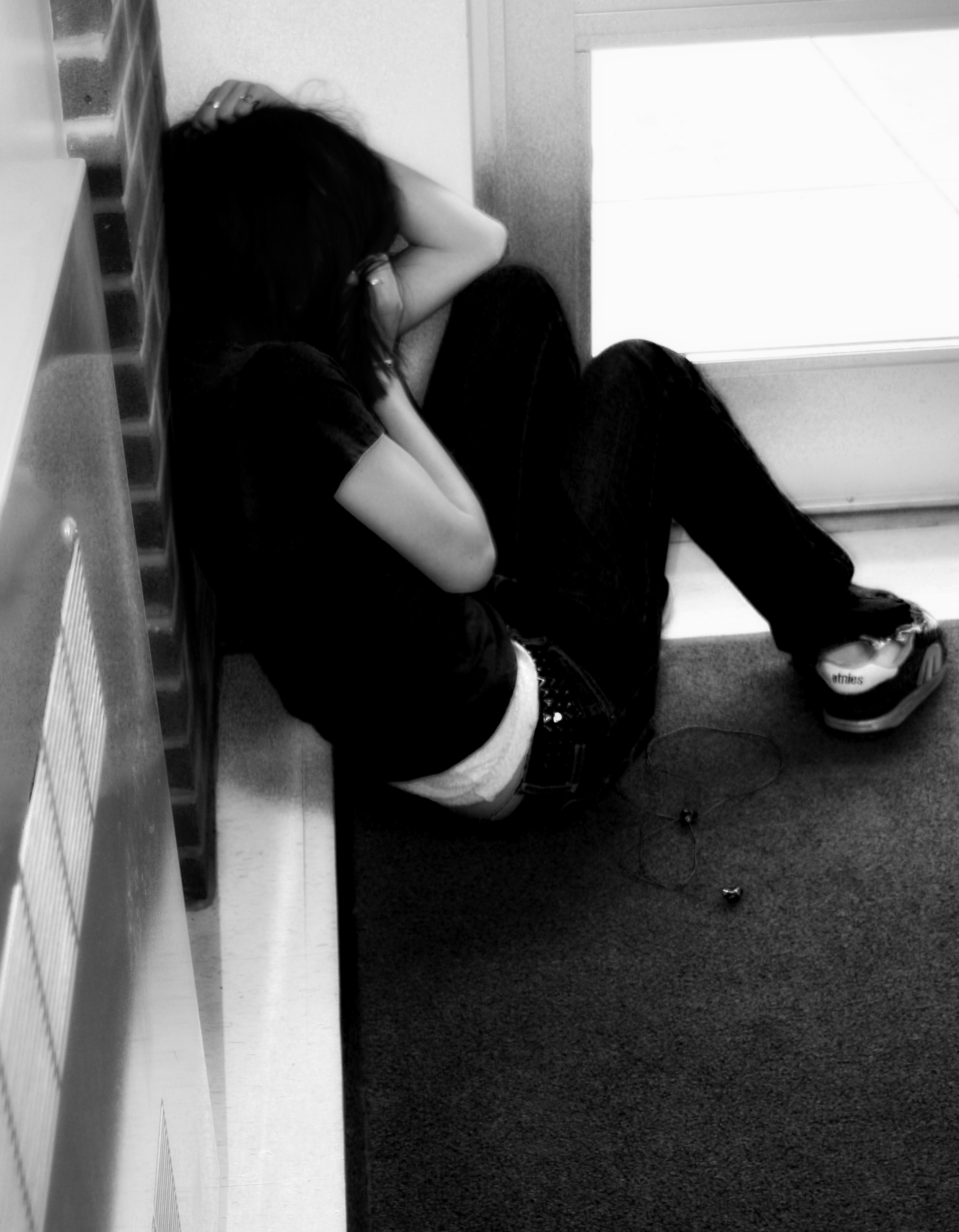
Dépression

Comme signalé précédemment, l’objectification sexuelle favoriserait un dédoublement de « soi », accompagné par de la honte et de l’anxiété récurrentes et peut-être incontrôlables. Associées à des possibilités réduites de plaisir, ces expériences constitueraient une des causes fondamentales de certaines dépressions chez les femmes.
D’abord, en se basant sur les travaux sur les modèles cognitifs de la dépression et sur la théorie de l’impuissance apprise,,,, Fredrickson et Roberts ont suggéré que le corps d’une femme générerait une multitude de sentiments d’impuissance, ce qui pourrait aussi provoquer la dépression. En fait, la théorie de l’impuissance apprise suggère que la dépression apparaîtrait lorsque les gens attribuent leurs défauts à des causes internes, stables et globales. Pour Fredrickson et Roberts, la honte et l’anxiété liées au corps seraient difficiles à surmonter car le corps ne peut pas être transformé dans son intégralité. Cela pourrait contribuer au fait que de nombreuses femmes apprennent à se sentir impuissantes non seulement pour corriger leurs défauts physiques mais aussi pour contrôler les réactions des autres par rapport à leur apparence physique. Parallèlement, Carver et Scheier considèrent que les problèmes qu’on ne peut résoudre et contrôler rapidement, à l’image des défauts physiques, sont généralement susceptibles d’entraîner de l’attention centrée sur soi. Ce type d’attention se traduit habituellement sous la forme d’inquiétudes et de ruminations. Des études empiriques ont mis en évidence leurs capacités à prolonger les épisodes dépressifs,. Ainsi pour les filles et les femmes, le corps serait la source de beaucoup d'inquiétudes et d'un manque de contrôle influençant leur santé mentale.
En outre, selon le modèle comportementaliste de Lewinsohn, les femmes seraient exposées à des risques plus élevés de dépression car elles vivraient peu d’expériences positives de leur propre initiative. Dans ce modèle, le fait de vivre peu d’expériences positives de sa propre initiative supprimerait les comportements actifs, ce qui induirait alors un déficit motivationnel typique de la dépression. Sur cette base, Fredrickson et Roberts ont postulé que les femmes bénéficieraient d'un contrôle moins direct sur de nombreuses expériences positives qu’elles vivent puisque leurs perspectives relationnelles et de carrière dépendraient souvent de l’évaluation que les autres font de leur apparence. D’où le fait que les femmes seraient exposées à la dépression.
Enfin, l’objectification sexuelle s'inscrit dans un ensemble de pratiques d'oppression sexuelle, telles que le harcèlement sexuel, les violences conjugales ou les agressions sexuelles, dont les femmes sont davantage victimes que les hommes,,. Selon certaines études, plus d’un tiers des différences de genre dans la dépression pourraient s'expliquer par ce type d'expériences,,.

##### Études empiriques
Par ailleurs, les liens entre l’objectification et la dépression ont été mis en évidence via de nombreuses recherches. Dans leur revue de la littérature, Moradi et Huang font référence à plusieurs études,, indiquant des relations entre chaque variable de la théorie de l’objectification (honte, anxiété, flow, intéroception) et les symptômes dépressifs.
Ces études ont été conduites soit auprès d'échantillons de filles adolescentes d'ethnies différentes, soit auprès de femmes universitaires blanches. Les résultats de ces recherches ont permis de constater des liens entre l'auto-objectification et la surveillance du corps avec la honte corporelle, les symptômes des troubles des conduites alimentaires (notamment la boulimie), une estime de soi plus faible et surtout avec les symptômes dépressifs. Mais Moradi et Huang précisent que ces études comportent une importante limite : un manque d'homogénéité entre leurs procédures.
Globalement d'autres recherches,, ont également tenté d'étudier les effets de la honte corporelle sur la relation entre l’auto-objectification et la dépression. Elles ont confirmé l'influence de la honte corporelle sur les relations entre l’auto-objectification et les symptômes dépressifs. Ces résultats ont par ailleurs été confortés par une étude longitudinale de Grabe et ses collègues. L'étude a été réalisée sur une période de deux ans et portait essentiellement sur des filles blanches. En outre, les études de Tiggemann et Kuring et de Szymanski et Henning ont indiqué un possible effet de l’anxiété due à l’apparence, combinée au flow et à l’intéroception, sur le lien entre l’auto-objectification et la symptomatologie dépressive. Toutefois selon Moradi et Huang, les résultats de ces différentes études sont à considérer avec précautions vu la faible diversité des sujets composant les échantillons étudiés, le manque d'homogénéité au niveau des outils utilisés, etc.
Enfin, une dernière étude de Tiggemann et Williams menée après d'un échantillon de femmes universitaires américaines a confirmé les liens entre l'auto-objectification et la surveillance du corps avec la dépression. Cette étude a aussi mis en avant l'influence de certaines variables (honte du corps, anxiété liée à l'apparence, manque d'intéroception, réduction du flow) sur la relation entre l'auto-objectification et la dépression. Par ailleurs selon cette étude, l'anxiété liée à l'apparence et le manque d'intéroception sont apparus comme des signes prédicteurs des symptômes dépressifs.

#### Troubles sexuels

##### Description de la théorie
L’auto-objectifiation peut également être à l'origine de troubles sexuels. Les femmes déclarent d'ailleurs ressentir plus d’insatisfaction sexuelle dans leurs relations que les hommes. Selon Hyde, les troubles sexuels chez les femmes sont tellement fréquents que cela en devient une norme.
Ces troubles peuvent s'expliquer de plusieurs façons :
- Premièrement, Johnson[63] met en cause l’attention que les femmes portent sur leur image corporelle. Cette préoccupation pour leur image ne permettrait pas aux femmes d’être entièrement présentes lors des rapports sexuels. Leur attention serait divisée, elles deviendraient donc spectatrices d’elles-mêmes et cela entraverait considérablement leur satisfaction sexuelle.
- Deuxièmement, les femmes éprouveraient de la honte et beaucoup d’anxiété à propos de leur corps, ce qui pourrait avoir un impact sur leur sexualité. Des recherches ont démontré que les femmes éprouvaient plus de honte, de culpabilité et d’anxiété au sujet de la sexualité que les hommes[64]. Ces émotions négatives pourraient réduire la satisfaction sexuelle des femmes.
- Enfin, l’attention que portent les femmes à leur apparence et les restrictions alimentaires seraient susceptibles de réduire leur sensibilité aux signaux internes du corps. Cette insensibilité interne pourrait constituer un obstacle au plaisir sexuel des femmes. Des recherches ont montré que pour ressentir un orgasme (qui n’est pas synonyme de plaisir sexuel subjectif), il fallait être attentif aux signaux excitateurs internes envoyés par le corps[65].

##### Études empiriques
Des études se sont penchées sur les liens qui peuvent exister entre l'auto-objectification et les comportements sexuels. Une étude menée sur un échantillon de jeunes adolescentes a démontré que l'auto-objectification pouvait avoir des effets négatifs sur de nombreuses expériences sexuelles, amener à un sentiment d'inefficacité à agir sur ses propres besoins sexuels et faire ressentir une honte dans l'utilisation du préservatif. Ensuite, des entretiens individuels ont fait ressortir que les adolescentes ayant un faible niveau d'auto-objectification discutaient plus facilement de sexualité que celles qui avaient un niveau d'auto-objectification plus élevé. Ces dernières allaient même jusqu'à exprimer des regrets au sujet de leurs rapports sexuels.
La théorie de l'auto-objectification abordant également la notion de honte, des études ont investigué ses liens avec les troubles sexuels. Schooler et Roberts ont étudié la honte causée par la menstruation sur un échantillon de femmes pré-ménopausées. Ces chercheurs ont constaté que la honte, la surveillance du corps et l'auto-objectification pouvaient amener à des sentiments négatifs envers les menstruations.

#### Trouble des conduites alimentaires

##### Description de la théorie

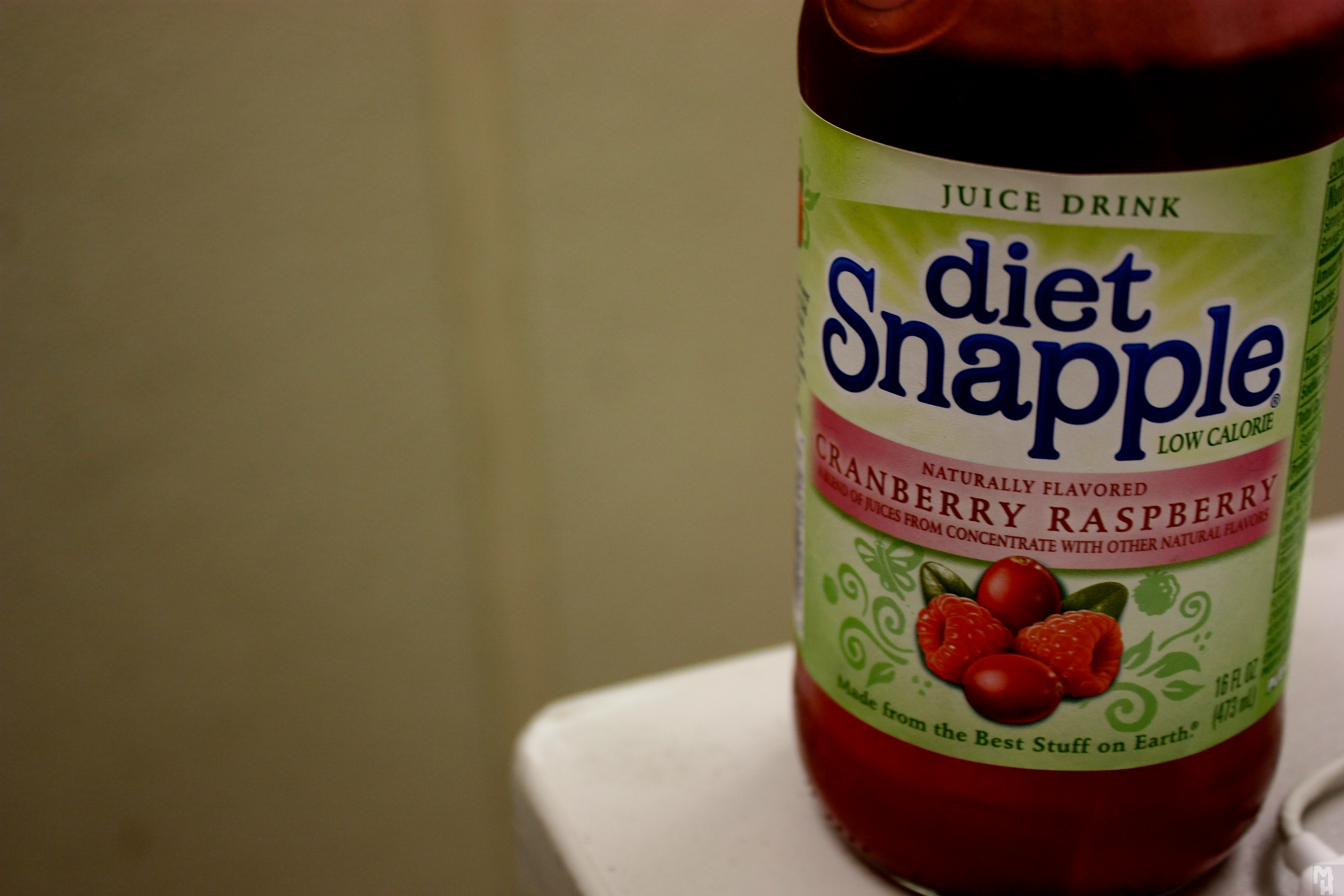
Pilules amincissantes

L’auto-objectification peut également entraîner des troubles des conduites alimentaires chez les femmes. 90 % des cas de troubles des conduites alimentaires concernent la boulimie ou l’anorexie. Tout comme les troubles sexuels, les préoccupations des femmes au sujet de leur poids sont si répandues que l’on peut les considérer comme une norme.
Différentes causes pourraient expliquer ces troubles alimentaires :
l’anorexie et la boulimie sont des moyens radicaux qui permettent aux femmes de manipuler leur corps afin d’atteindre l’idéal de la minceur. Vomir ou restreindre son alimentation amène un sentiment de minceur et de contrôle de son corps. Ces sentiments permettraient d’atténuer l’insatisfaction corporelle, la honte et la dépression . Malheureusement, cela conforterait les femmes dans leurs troubles des conduites alimentaires.
Les troubles des conduites alimentaires pourraient également être perçus comme une manière de protester contre un régime patriarcal. Cela expliquerait les différences entre les femmes et les hommes au sujet des troubles alimentaires. Ayant moins de pouvoir que les hommes à influencer par l’action, les femmes utiliseraient la seule chose qu’elles peuvent manipuler : leur corps. Selon Orbach, l’obésité pourrait être considérée comme une réponse en opposition à un rôle social imposé aux femmes. Par exemple, la femme doit se comporter et agir d’une certaine manière parce qu’elle est une femme.
S’affamer pourrait aussi être considéré comme une stratégie permettant d’empêcher le corps de se développer et donc de passer à l’âge adulte,. Selon Steinder-Adair, les adolescentes utiliseraient leur corps pour exprimer une rébellion. Elles jeûneraient pour ne pas entrer dans un monde d’adulte qui ne défend pas les valeurs féminines, l’entraide et l’interdépendance.

##### Études empiriques
Des recherches ont été menées à propos de la relation entre la honte de son corps et les troubles des conduites alimentaires. Les résultats de ces recherches ont montré que l'auto-objectification pouvait amener à avoir honte de son corps et que cette honte pouvait elle-même mener à des troubles des conduites alimentaires.
Par exemple, la honte chez un échantillon de jeunes femmes universitaires les amène à vouloir changer de corps à l'aide de la chirurgie esthétique et en contrôlant leur poids.
Une étude menée au Canada sur un échantillon de femmes de divers horizons ethniques a révélé que la honte de son propre corps, sa surveillance et le sentiment de contrôle de ce dernier, poussaient ces femmes à manger plus ou moins que la moyenne pour supprimer leurs sentiments négatifs envers elles-mêmes.
Pour exemple, une expérience a été menée sur des jeunes femmes ayant des troubles du comportement alimentaire tels que l'anorexie, la boulimie et des vomissements volontaires. Ces femmes ont complété des questionnaires qui abordent les sujets suivants : l'auto-évaluation, l'auto-objectification, la honte, l'influence des médias et la recherche de la minceur. Les résultats de cette enquête ont démontré que l'auto-objectification avait une influence sur chaque sujet abordé par les questionnaires. L'auto-objectification pousse les femmes à rechercher la minceur. Il ressort également que les médias encouragent les femmes vers cette quête de la minceur.
Enfin, en 2010 Tiggemann a publié une étude réalisée sur des adolescents australiens des deux sexes. Les participants ont complété un questionnaire qui reprend les sujets suivants : la surveillance du corps, la honte, l’anxiété et les troubles alimentaires. Les résultats ont montré que les filles avaient des résultats supérieurs dans tous ces domaines à ceux des garçons. Néanmoins, il est ressorti que les garçons étaient également concernés par l’objectification. La théorie de l’auto-objectification concerne donc les deux sexes.

### Développement au cours de la vie
Selon Fredrickson et Roberts, deux périodes dans la vie de la femme sont déterminantes dans le processus d'auto-objectification :
- L'adolescence ;
- Après avoir passé le cap de la quarantaine.

#### À l'adolescence
À la suite des changements corporels survenant à l'adolescence, la jeune fille apprend que son corps ne lui appartient pas totalement. Elle va découvrir qu'elle est vue et évaluée par les autres comme un corps, et non comme une personne à part entière . Par exemple, selon une étude menée par Martin , les jeunes filles ressentent que les hommes et les garçons jugent leur sexualité en fonction de la taille de leur poitrine. À cet âge, les premières expériences d'objectification sexuelle entraîneraient les conséquences suivantes :
- Une surveillance accrue de son propre corps à la suite de l'intériorisation du point de vue d'autrui sur soi ;
- Des expériences subjectives négatives (honte, anxiété) qui entraveraient le flow et l'intéroception expliquant en partie les risques accrus de troubles mentaux[81].

Des études démontrent que l'intériorisation de l'idéal de minceur ne débute pas à l'adolescence mais bien durant les premières années de la vie. Calogero, Witherington et Smith ont étudié les stéréotypes et l'idéal de minceur chez les filles d'âge préscolaire (âgées de 3 à 5 ans) provenant du sud-ouest des États-Unis. Deux tâches ont été utilisées pour évaluer les stéréotypes du corps féminin. Grâce à cette étude, les chercheurs ont pu mettre en évidence quatre faits significatifs :
- Premièrement, les fillettes attribuaient plus d'adjectifs positifs à des personnes minces et de taille moyenne qu'à une personne corpulente. De ce fait, elles attribuent des adjectifs nettement plus négatifs à une personne de forte corpulence qu'à une personne mince.
- Deuxièmement, l’étude a démontré que les filles d’âge préscolaire étaient nettement plus susceptibles de choisir comme meilleur ami une personne ayant un corps mince qu'une personne ayant un corps gros ou de taille moyenne. Cependant ceux de taille moyenne sont plus susceptibles d'être choisis que ceux plus gros ;
- Troisièmement, l’étude a montré que les filles d’âge préscolaire étaient plus susceptibles de choisir un personnage mince comme pion pour se représenter dans un jeu de société par rapport à un personnage plus gros ;
- Finalement, les filles d’âge préscolaire sont plus réticentes à changer de pion lorsqu'elles jouent initialement avec un personnage mince alors que celles qui jouent avec un personnage de taille moyenne ou plus gros le changeaient volontiers par la suite.

Cela conforte ainsi l’idée que l’auto-objectification et donc de l'intériorisation de l'idéal du corps féminin sont présents dès le plus jeune âge. Ce phénomène est dû à l'exposition continuelle à la culture de la société, et plus particulièrement à la culture américaine. Cette culture renvoie à la norme de la beauté du corps. Elle diffuse des messages « anti-graisse ». Les filles d'âge préscolaire ne sont pas à l'abri de ces influences culturelles, de ces messages et de la pression sociale pour atteindre l'idéal de beauté colporté par la société. En conséquence, tous ces éléments influencent les stéréotypes et les idéaux corporels que les petites filles intègrent dès le plus jeune âge.

#### À la quarantaine
Il semblerait que le risque pour la santé mentale diminue progressivement une fois que les femmes atteignent quarante ans, et plus particulièrement quand elles sont ménauposées. Selon Fredrickson et Roberts, les femmes d'âge moyen auraient deux choix : soit elles essayent de rester jeunes à tout prix et acceptent de continuer à être objectifiées ; soit elles arrêtent d'intérioriser le point de vue d'autrui et évitent les situations d'objectification. Dans ce dernier cas, on devrait observer :
- Une moindre surveillance de leur corps car elles tiennent moins compte du regard d'autrui ;
- Une diminution de la honte et de l'anxiété ;
- Une augmentation du flow de l'intéroception, et donc une diminution des risques pour la santé mentale.

De ce fait, à cet âge, les femmes auraient donc l'occasion de se réaliser pleinement en étant soustraites au regard objectifiant porté sur le corps.

#### Études empiriques
McKinley a mené une étude longitudinale sur une période de dix ans aux États-Unis. Au cours de celle-ci, elle a recueilli des données auprès d'étudiants majoritairement blancs et de leurs mères en 1993 et en 2003. Elle a tenté de comparer deux variables : le niveau de surveillance du corps et la honte du corps entre les deux groupes (Étudiants vs. mères). Durant la première période de recueil de données, les étudiantes avaient un plus haut niveau de surveillance et de honte envers leur corps que les étudiants et les femmes d'âge moyen. Aussi lors de la seconde étape, il est apparu que les différences de genre à propos de la surveillance et de la honte du corps ont persisté. Cependant, les différences entre les étudiantes et les femmes d'âge moyen avaient disparu. Ceci s'expliquerait par une réduction significative de la surveillance du corps chez les ex-étudiantes et de la honte du corps entre les deux étapes de l'étude. Cela confirme donc les prédictions de la théorie.
Par ailleurs dans la première étape, alors que chez les jeunes l'estime de soi dépendait de la surveillance du corps et de la honte du corps, elle ne dépendait plus que de la honte du corps chez les femmes d'âge moyen. Les résultats de la deuxième étape ont confirmé l'influence de la surveillance du corps et de la honte du corps sur l'estime de soi auprès des jeunes femmes. Chez les étudiants et les femmes d'âge moyen, seule la honte du corps exerçait un effet sur l'estime de soi.
McKinley en est en donc arrivé à la conclusion suivante : la surveillance du corps et la honte du corps sont en corrélation avec l’estime du corps chez les étudiantes. Cependant, pour les étudiants et les femmes d'âge moyen, la honte du corps peut être un corrélat plus stable de l'estime du corps que ne l'est la surveillance du corps. McKinley tente de l’expliquer par le fait que la honte du corps a clairement une valence négative pour tous les groupes et, en tant que telle, est conceptuellement similaire à l'estime du corps. D'autre part, la surveillance du corps peut avoir une valence plus neutre pour les jeunes hommes et les femmes d'âge moyen que pour les plus jeunes femmes. En effet, les corrélations entre la surveillance du corps et de la honte du corps étaient plus élevées chez les jeunes femmes qu'elles ne l'étaient pour les jeunes hommes et les femmes d'âge moyen,. Selon Moradi et Huang, il est important, en dépit de la nature longitudinale des données de ces études, de préciser que les interprétations des relations entre les variables ne peuvent être clairement établies.

## L’auto-objectification chez les hommes
Depuis le milieu des années 2000, les hommes sont de plus en plus confrontés à des expériences d’auto-objectification. C’est notamment le cas dans les médias écrits où le lectorat masculin a pu assister à une émergence de la presse spécialisée pour hommes. À côté des habituels magazines de charme, des revues automobiles et sportives sont venus s’ajouter bon nombre de magazines masculins concernant la mode, la santé et le fitness comme les magazines Men's Health ou GQ par exemple. D’ailleurs, ce serait davantage les magazines de fitness plutôt que les magazines de mode qui participeraient à l’auto-objectification chez les hommes. Pour cette raison, bien que les hommes ne soient pas les premiers concernés par la théorie de l’objectification, certaines recherches ont tenté de comprendre les expériences masculines sous l’angle de la théorie.
De nombreuses recherches ont bien sûr démontré que le niveau d’auto-objectification (ainsi que de surveillance du corps et de honte corporelle) était moins élevé chez les hommes que chez les femmes et les filles,,,,,,. Mais les recherches auprès des hommes ont montré des résultats comparables à ceux des femmes. Ainsi plusieurs études ont mis en avant les liens entre l’auto-objectification, la surveillance du corps et la honte corporelle avec une plus faible estime de soi et de son corps et moins de comportements préservant la santé chez les hommes,,,,. Comme chez les femmes, d'autres recherches ont aussi retrouvé des effets de la honte corporelle et de l’anxiété liée à l’apparence sur la relation entre la surveillance du corps et les troubles des conduites alimentaires. C'est également le cas en ce qui concerne la honte corporelle, l'apparence et le plaisir sexuel. En effet, les hommes ressentant de la honte au sujet de leur corps ont manifesté une plus grande préoccupation envers leur apparence. De plus ils ont rapporté éprouver moins de plaisir sexuel.
Cependant, outre le plus faible niveau d’auto-objectification caractérisant les hommes, les recherches ont pointé certaines différences par rapport aux femmes. C’est notamment le fait que l’auto-objectification ne dépende pas de l’insatisfaction par rapport à son propre corps chez les hommes. Aussi, la honte corporelle n’a pas montré d’effet sur les liens entre la surveillance du corps et les symptômes de la dépression chez les hommes. Par ailleurs, ces résultats seraient à considérer avec prudence car certains des échantillons masculins testés étaient beaucoup plus petits que ceux constitués de femmes. De plus, il n’y a pas toujours eu de comparaisons statistiques des effets liés à la taille des échantillons observés d’après Moradi et Huang. Mais par rapport à la dépression, l’étude de Tiggemann et Kuring a tout de même mis en évidence le rôle du flow. En conclusion, ces données confirment l'influence des processus d'objectification et d'auto-objectification chez les hommes mais ceux-ci ne s'expriment pas toujours de la même façon que chez les femmes.